# Johann Ulrich Baumann

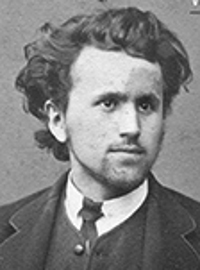
Johann Ulrich Baumann

Johann Ulrich Baumann (* 18. Mai 1851 in Egnach, Kanton Thurgau; † 27. Dezember 1904 in Scherzingen) war ein Schweizer Politiker (Demokratische Partei). Er schaffte 1889 die Wahl als Thurgauer Ständerat, zeigte aber schon in der ersten Session Anzeichen einer schweren geistigen Erkrankung und trat 1890 deswegen zurück.

## Leben
Johann Ulrich Baumann wuchs als Sohn eines Land- und Gastwirts in Egnach auf. Er machte ein Studium der Rechte in Zürich, Heidelberg und München und wirkte ab 1874 als Anwalt sowie als Land- und Gastwirt in Neukirch (Egnach). 1875 bis 1899 amtete er als Bezirksrichter in Arbon und 1881 bis 1890 als Suppleant (stellvertretender Richter) des Obergerichts. 1875 bis 1899 sass er im Grossen Rat. Er kam 1889 als Vertrauensmann der Grütlianer und der Demokraten sowie der landwirtschaftlichen Vereine überraschend in den Ständerat, obwohl ihn seine Gegner im Thurgau verleumdet hatten, er sei «der Mann derjenigen, welche den aus dem Ausland stammenden Umsturzbewegungen auch bei uns Eingang zu verschaffen versuchen». Im Bundesparlament zählte er zur demokratischen Linken.
Schon in der ersten Session, in der Neulinge gemäss ungeschriebenem Gesetz nur zuhören sollten, ergriff Baumann das Wort. In der Debatte über die Gründung des Schweizerischen Landesmuseums schwärmte er zwei Stunden lang «mit Feuer und Flamme über den Sinn des Lebens und die Hinfälligkeit des Irdischen, auch des Schönsten und Herrlichsten» und setzte nach dem Abbruch der Debatte anderntags seine Rede zwei Stunden lang fort. Dann wurde er vom Rednerpult weggeführt, nach Hause gebracht und vom Arzt in die St. Galler Heil- und Pflegeanstalt St. Pirminsberg eingewiesen. Dort erlitt er einen Zusammenbruch.
Nach einem Jahr besserte sich sein Zustand. Er kehrte nach Neukirch zu seiner Familie zurück und nahm wieder Einsitz im Gemeinderat sowie im Thurgauer Grossen Rat, nicht aber im Ständerat. 1898 litt er jedoch wieder an Wahnvorstellungen, gemäss den Ärzten hervorgerufen durch eine fortschreitende Syphilis. Er kam in die kantonale Irrenanstalt Münsterlingen und starb dort 1904. Der Historiker Werner Baumann, der das Schicksal seines Urgrossvaters erforscht hat, teilt die Diagnose der Ärzte, weist aber auch auf «vernünftige» Gedanken in Briefen des Kranken hin, der als Bauernsohn in das «nationale Firmament» im Bundeshaus aufgestiegen war und sich dort selber gestürzt hatte.